# Östra Kyrkogatan
Östra kyrkogatan – eller ÖK som den oftast kallas – är en gata i centrala Umeå. Den börjar i söder vid Kyrkbron och går genom stadsdelarna Öst på stan, Haga och Sandbacka innan den slutar strax vid Mariedal. Namnet kommer sig av att gatan går på den östra sidan om Umeå stads kyrka – på andra sidan om kyrkan finns Västra kyrkogatan, som endast går genom de centrala delarna av Umeå.

## Historia
Efter stadsbranden 1888 så drogs det upp nya gator inom brandområdet, däribland Östra kyrkogatan vars initiala sträckning från Östra Strandgatan till Järnvägsallén antogs av stadsfullmäktige i oktober 1889. När järnvägen kom till Umeå 1896 korsade den Östra kyrkogatan, som 1906 förlängdes till Hagaparken i det som sedan skulle bli stadsdelen Haga. Något årtionde in på 1900-talet anlades Mickelsträskvägen som ny nordlig infartsväg till Umeå, med förbindelse till Östra kyrkogatan. Från början av 1940-talet började hela sträckan benämnas Östra kyrkogatan.
På 1950-talet var gatan (tillsammans med Tegsbron och Storgatan) en del av riksvägen Rikstretton, som gick från Stockholm till Haparanda. All nord-sydlig trafik genom Umeå passerade på vägen fram till mitten av 1960-talet, då en ny förbifart byggdes mellan Haga och regementsområdet I 20, som fungerade som europaväg E4 innan den beteckningen år 2005 övertogs av Kolbäcksvägen. 
Östra kyrkogatan stängdes 1983 för genomfartstrafik, men öppnades igen på 1990-talet sedan gatan fått hastighetsdämpande åtgärder i form av chikaner, gupp och väghålor. Sommaren 2007 påbörjades ännu en ombyggnad av Östra kyrkogatan för att öka trafiksäkerheten.